# Sachbericht
Der Sachbericht ist im Gerichtswesen ein Teil der Relation. Er enthält eine formalisierte Darstellung des Sachverhalts, auf dem das spätere Urteil beruht. Der Sachbericht im Zivilprozess gliedert sich gem. § 313 Abs. 2 ZPO wie folgt:
1. Einleitung
2. unstreitiger Sachverhalt
3. streitiges tatsächliches Vorbringen des Klägers
4. Antrag des Klägers
5. Antrag des Beklagten
6. streitiges tatsächliches Vorbringen des Beklagten
7. Prozessgeschichte, beispielsweise Beweisaufnahme

Es ist nie falsch, Rechtsausführungen der Parteien im Sachbericht wegzulassen (Iura novit curia).
Im Subventionswesen dient der Sachbericht als Verwendungsnachweis über eine zweckgebundene Zuwendung. Er kann dem Subventionsempfänger in Form einer Nebenbestimmung zum Zuwendungsbescheid auferlegt werden  und enthält die Darstellung gegenüber dem Subventionsgeber, wie die in der Projektbeschreibung zum Projektantrag formulierten Zielvorstellungen erfüllt wurden (Soll-Ist-Vergleich).